# マット・マーシャンズ
マット・マーシャンズ（Matt Martians、本名: Matthew Martin、1988年9月12日）は、アメリカ合衆国の音楽プロデューサー、歌手、ソングライター、キーボーディスト、イラストレーターである。タイラー・ザ・クリエイターが結成したオルタナティブ・ヒップホップグループOdd Futureの創設時からのメンバーで、ハル・ウィリアムズとのプロデューサーチームであるジ・ジェット・エイジ・オブ・トゥモローとしても活動した。現在はジ・インターネットのメンバーとして活動している。

## 来歴

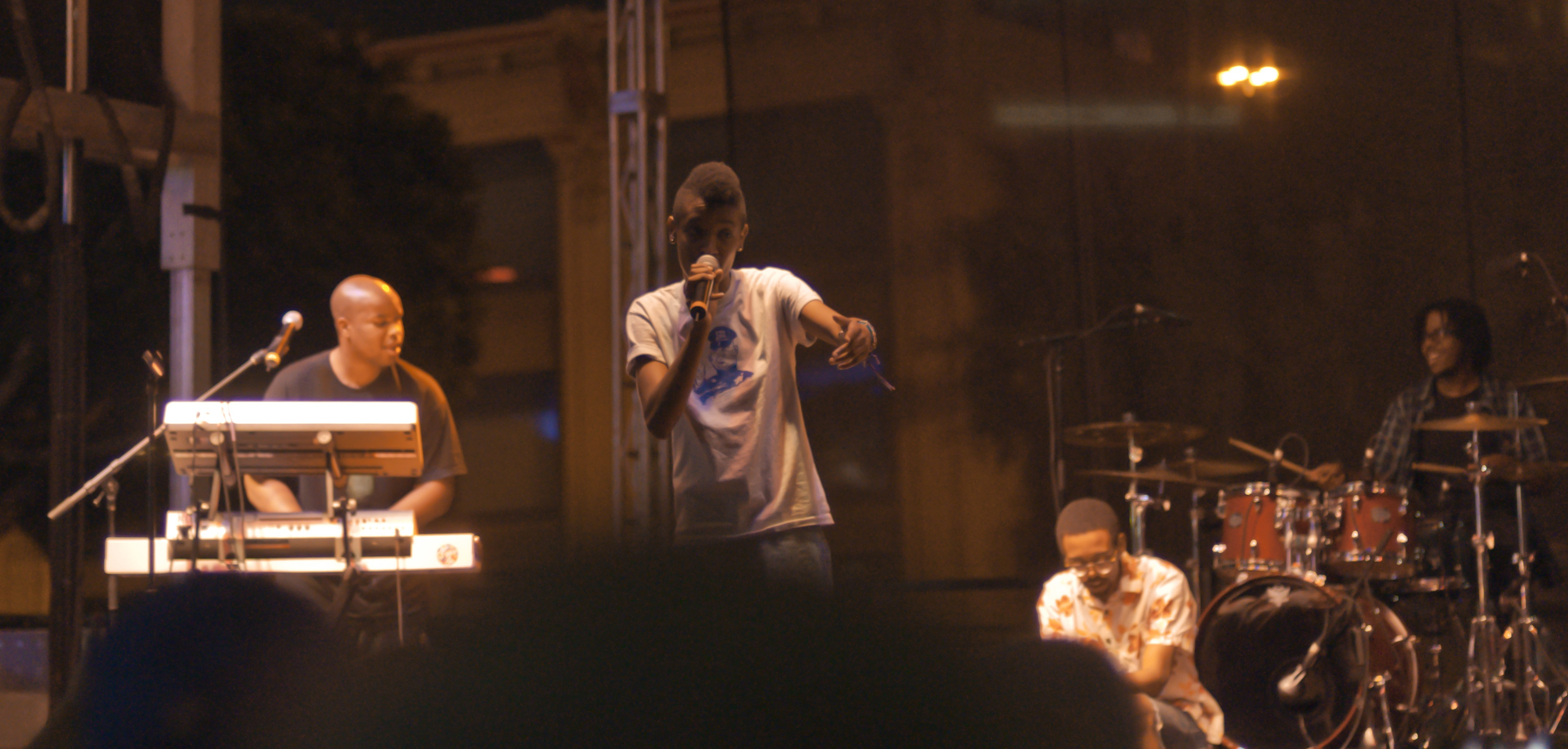
The InternetのライブでのMatt Martians（左）（2012年）

2007年、タイラー・ザ・クリエイター、レフト・ブレイン、The Super 3、Casey Veggiesと共にOdd Futureのオリジナルメンバーとして活動を開始する。
2008年、ハル・ウィリアムズと共に音楽プロデューサーチームのジ・ジェット・エイジ・オブ・トゥモローを結成した。
2011年、シド・ザ・キッドらと共にトリップ・ホップバンドのジ・インターネットを結成する。
2012年、Odd Futureのアルバム『The Odd Future Tape Vol. 2』に参加し、全米ビルボード200にて初登場5位を記録する。
2017年、初のソロアルバム『The Drum Chord Theory』をリリースする。
2019年、2作目のアルバム『The Last Party』をリリースした。

## ディスコグラフィー

### ソロ作品
スタジオ・アルバム
- The Drum Chord Theory (2017年)
- The Last Party (2019年)